# Bruxelles Gaz Électricité
Bruxelles Gaz Électricité (en abrégé BRUGEL) est l'organisme chargé de la régulation du marché du gaz et de l'électricité en Région de Bruxelles-Capitale. Mis en place en décembre 2006 sous l'égide de l'Institut bruxellois pour la gestion de l'environnement (IBGE), l'organisme est investi d'une mission générale de surveillance et de contrôle de l'organisation et du fonctionnement du marché régional de l'énergie en plus de conseiller le gouvernement régional sur ces questions.

## Direction et administration
De 2020 à 2021, l'ingénieure Ihsane Haouach occupe le poste d'administratrice du Brugel.